# Geroite na Šipka
Geroite na Šipka (in bulgaro Героите на Шипка?; in russo Герои Шипки?, Geroi Šipki, letteralmente Gli eroi di Šipka) è un film bulgaro-sovietico del 1955 diretto da Sergej Vasil’ev.
Si tratta di un film storico che narra le vicende della battaglia del passo di Šipka, nei Balcani, combattuta contro l'impero ottomano nel corso della guerra russo-turca del 1878.

## Riconoscimenti
1955
- Premio per la miglior regia al Festival di Cannes[1]